# Hacklberg (Passau)
Hacklberg ist ein Stadtteil von Passau. Er umfasst das Stadtgebiet nördlich der Donau, von der Stadtgrenze im Westen bis hin zum eigentlichen Hacklberg. Mit einer Fläche von 1.668,8 Hektar ist Hacklberg nach Heining der zweitgrößte Stadtteil Passaus.

## Geschichte

### In fürstbischöflicher Zeit
1307 entstand ein kleiner bischöflicher Lehenshof am nördlichen Donauufer, der 1358 bereits zwei Türme besaß und Austragungsort eines Ritterturnieres war. Fürstbischof Georg von Hohenlohe erbaute 1410 ein Sommerschloss, das Wolfgang von Salm 1544 erweitern ließ. 1675 verlegte Sebastian von Pötting das fürstbischöfliche Bräuhaus an diesen Ort, daraus entstand die heutige Brauerei Hacklberg. Ab 1650 wurde das Schloss Hacklberg weiter ausgebaut, doch blieb nach der Säkularisation in Bayern nur ein Teil erhalten. Mit Schloss Eggendobl und Schloss Freudenhain entstanden weitere bischöfliche Schlösser auf dem Gebiet des heutigen Stadtteils. Zu dem Amt Hacklberg des Hochstifts Passau gehörten gegen Ende des 18. Jahrhunderts 14 Dörfer, 40 Weiler und 45 Einöden.

### Gemeinde Hacklberg

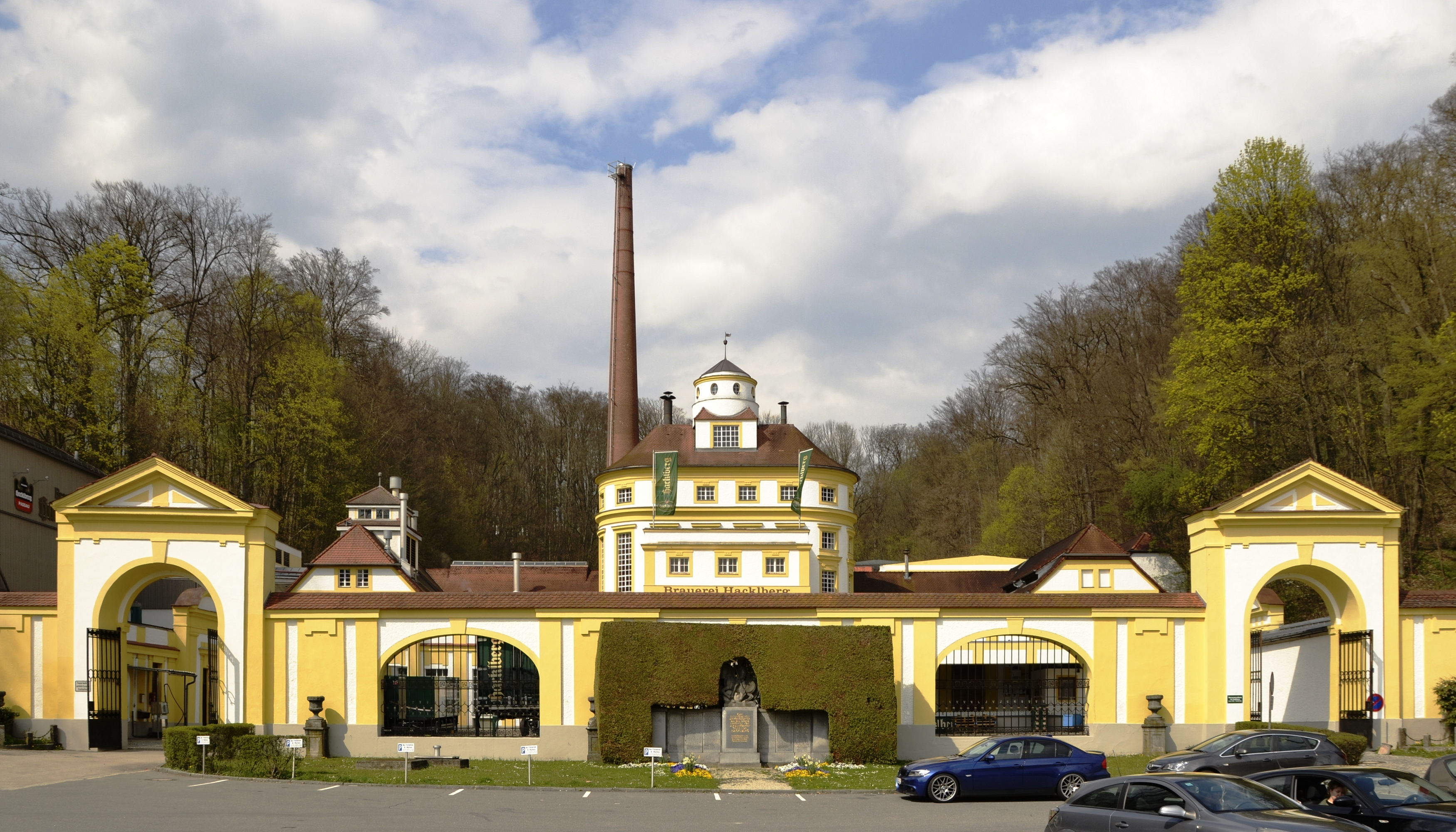
Das Gebäude der Brauerei Hacklberg

Nach der Säkularisation wurde 1818 aus insgesamt 44 Ortschaften die politische Gemeinde Hacklberg gebildet. Auch die Veste Oberhaus und die Veste Niederhaus kamen damals zu Hacklberg. Die Freiwillige Feuerwehr Hacklberg wurde am 23. September 1883 gegründet, der heutige Obst- und Gartenbauverein e. V. Hacklberg geht in seinen Anfängen auf das Jahr 1903 zurück. 1922 wurde die Gemeinde um einige Teile der ursprünglich selbstständigen Gemeinde Ries erweitert, deren größter Teil an die Gemeinde Hals fiel. Der Sportverein der Gemeinde, die SpVgg Hacklberg, besteht seit 1925.
Bereits am 1. April 1939 wurde der östlichste Teil der Gemeinde mit der Veste Oberhaus und der Veste Niederhaus und dem Weiler Bschütt in die Stadt Passau (dort in den Stadtteil Altstadt) eingegliedert.
1961 war die Einwohnerzahl auf über 4000 gestiegen. Im Gemeindegebiet gab es vier Schulhäuser: die Knabenschule Eggendobl, die Mädchenschule Freudenhain, die vierklassige Schule Dietzing-St. Korona und die nur zweiklassige Schule Wörth. Am Freitag, den 18. Oktober 1963, wurde die neue Katholische Volksschule Hacklberg eröffnet.
Von 1963 bis 1965 erbaute Architekt Siegfried Östreicher die Kirche St. Konrad, und 1965 errichtete der Passauer Bischof Simon Konrad Landersdorfer die Pfarrei Hacklberg. Wegen der seit jeher engen Beziehungen zwischen Passau und Hacklberg gab es verhältnismäßig wenig Widerstand gegen die Eingemeindung im Zuge der Gebietsreform. Am 29. Dezember 1971 stimmte der Gemeinderat einstimmig der freiwilligen Eingemeindung zu. Am 1. Juli 1972 wurde diese wirksam.
Der mit der Eingemeindung nach Passau neu entstandene Stadtteil Hacklberg umfasst neben dem Gebiet der früheren Gemeinde auch das Pfarrdorf Schalding links der Donau und den Weiler Minihof (früher Mimming), die bis 1972 zur damaligen Gemeinde Kirchberg vorm Wald gehörten. Die Gemeinde Kirchberg wurde aufgelöst, und der übrige (größere) Teil wurde in die Gemeinde Tiefenbach eingemeindet.
In Hacklberg sind insgesamt 6236 Wohnsitze gemeldet, davon 5.553 Haupt- und 683 Nebenwohnsitze (Melderegister am 31. Dezember 2005).

## Bürgermeister
| - Baptist Häng (1876–1881) - Josef Fuchshuber (1881–1906) - Paul Riesinger (1906–1918) - Josef Fischer (1918–1933) | - Johann Fernberger (1933–1945) - Albert Schmid (1945–1946) - August Riesinger (1946–1966) - Peter Maier (1966–1972) |

## Ortsteile
Der Stadtteil Hacklberg umfasst folgende Ortsteile: Berghof, Doblhof, Donauhof, Eck, Eggendobl, Englbolding, Gaißa, Gaißamühle, Grillenöd, Hacklberg Ortsmitte, Hellersberg, Höflein, Jägerreuth, Kuchlhof, Lüftlberg, Maierhof, Minihof, Patriching, Korona, Pramöd, Rieshof, Schalding links der Donau, Schellköpfing, Stelzlhof, Thanöd, Walding, Wörth, Zieglstadl.